# Centula
A Saint-Riquier-ben, Franciaországban található eredetileg Centula vagy Centulium elnevezésű apátság a 8. századtól a 16. századig működött. A templom a korai román stílusú építészet egy fontos mérföldköve, mert ennél az épületnél valószínűsíthető az első kiemelt négyzet, ill. az első védmű, ez utóbbi azonban spekulatív. A templomot Nagy Károly uralkodása idején kezdték építeni 790-ben, és 799-re fejezték be. Az átriumos bazilika már volt keresztháza is egy-egy kerek toronnyal szegélyezve.